# Перес, Эрнесто
Эрнесто Перес (исп. Ernesto Pérez Lobo; род. 5 сентября 1970, Мадрид) — испанский дзюдоист, чемпион и призёр чемпионатов Испании, призёр чемпионатов Европы, бронзовый призёр летних Олимпийских игр 1996 года в Атланте, участник трёх Олимпиад.

## Карьера
Выступал в тяжёлой (свыше 95-100 кг) и абсолютной весовых категориях. Чемпион (1991—1993, 1995, 1997, 2001, 2002), серебряный (1990, 1994, 1998, 1999) и бронзовый (1989) призёр чемпионатов Испании. Победитель и призёр международных турниров. Чемпион мира среди студентов 1998 года в тяжёлой и абсолютной категориях. Серебряный (1999) и бронзовый (2000) призёр чемпионатов Европы.
На летних Олимпийских играх 1992 года в Барселоне Перес занял 7-е место.
На следующей Олимпиаде в Атланте испанец победил представителя Турции Селима Татароглу, немца Франка Мёллера, венгра Имре Чоса и китайца Лю Шенганга. В финальной схватке он уступил французу Давиду Дуйе и завоевал серебро Олимпиады.
На Олимпиаде 2000 года в Сиднее Перес победил египтянина Ахмеда Бали, но проиграл эстонцу Индреку Пертельсону. В утешительной серии испанец победил габонца Стива Нгуэма Ндонга, бразильца Даниэля Эрнандеса, но проиграл представителю Турции Селиму Татароглу и занял в итоговом протоколе 7-е место.